# والتر تروسندی
 والتر تروسندی (انگلیسی: Walter Trusendi؛ زادهٔ ۳ ژانویهٔ ۱۹۸۵) یک تنیس‌باز اهل ایتالیا است. 